# Jennifer Lien
Jennifer Anne Lien (Palos Heights, 24 de agosto de 1974)  é uma ex-atriz norte-americana conhecida por interpretar a alienígena Kes na série de televisão Star Trek: Voyager.

## Biografia
Jennifer Anne Lien nasceu em 24 de agosto de 1974,  em Illinois, a mais nova de três filhos, e ingressou no Illinois Theatre Center aos 13 anos.

## Carreira
A primeira aparição de Lien na televisão foi em um comercial de chiclete. Sua primeira aparição em uma série de televisão foi como uma aluna de academia de música em um episódio de 1990 de Brewster Place, estrelado por Oprah Winfrey. No mesmo ano, ela dublou a versão em inglês de Baby Blood, um filme de terror francês. Lien mudou-se para Nova Iorque em 1991 depois de ser escalada para interpretar Hannah Moore na novela Another World. Ela frequentou e se formou na Escola Profissional para Crianças enquanto trabalhava na série.

Em 1993, Lien foi escalada como Roanne em Phenom, uma sitcom estrelada por Judith Light. Ela também participou da gravação do álbum de comédia They're All Gonna Laugh at You!, de Adam Sandler. em que ela desempenhou o papel de oradora da turma na faixa "The Buffoon And The Valedictorian".

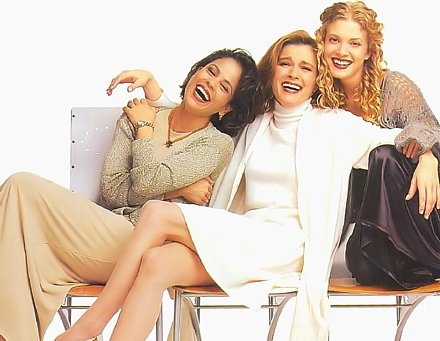
Jennifer Lien (à direita) com as atrizes Roxann Dawson (à esquerda) e Kate Mulgrew (1995)

Em 1994, Lien foi escalada como Kes em Star Trek: Voyager. Sua personagem era uma Ocampa, uma espécie do universo de Star Trek, que se junta à tripulação da nave estelar. No mesmo ano, Lien dublou a personagem Valerie Fox no episódio piloto de The Critic.
Os produtores da série rescindiram relutantemente o contrato de Lien como membro do elenco principal da Voyager devido a problemas pessoais não resolvidos que afetaram seu desempenho. Em 2000, Lien retornou como ator convidado no episódio "Fúria".
Depois de Voyager, Lien apareceu no filme American History X como a irmã mais nova do personagem de Edward Norton. Em 1998, ela apareceu no SLC Punk! interpretando Sandy, a namorada selvagem do personagem de Matthew Lillard. Ela também dublou a Agente L nas três primeiras temporadas de MIB: Homens de Preto: A Série Animada (1997–1999) e nos sete primeiros episódios da quarta temporada antes de ser substituída por Jennifer Martin.

## Vida pessoal
Lien é casada com o escritor e cineasta Phil Hwang; seu filho nasceu em 5 de setembro de 2002. Após seu nascimento, Lien se aposentou da atuação e do trabalho de dublagem, mas foi creditada como produtora executiva do filme de 2008 de seu marido , Geek Mythology.

## Filmografia

### Filme
| Ano  | Título              | Papel          | Notas |
| ---- | ------------------- | -------------- | ----- |
| 1990 | Baby Blood          | Yanka (voz)    |       |
| 1998 | Americann History X | Davina Vinyard |       |
| 1998 | SLC Punk!           | Sandy          |       |
| 2001 | Rubbernecking       | Enfermeira     |       |

### Televisão
| Ano             | Título                                                      | Papel                           | Notas                                                      |
| --------------- | ----------------------------------------------------------- | ------------------------------- | ---------------------------------------------------------- |
| 1990            | Brewster Place                                              | Estudante da Academia de Música | Episódio: "Um pequeno passo de cada vez"                   |
| 1991–1992       | Outro Mundo                                                 | Hannah Moore                    | Papel recorrente; número de episódios desconhecido         |
| 1993–1994       | Phenom                                                      | Roanne                          | 22 episódios                                               |
| 1994            | O Crítico                                                   | Valerie Fox                     | Episódio: "O Piloto"                                       |
| 1995            | Por dentro da nova aventura – Jornada nas Estrelas: Voyager | Ela mesma                       | Especial de TV                                             |
| 1995–1997; 2000 | Star Trek: Voyager                                          | Kes                             | 72 episódios; membro regular do elenco por três temporadas |
| 1996            | Duckman                                                     | Atriz de cinema (voz)           | Episódio: "Apocalipse Não"                                 |
| 1996            | The Real Adventures of Jonny Quest                          | Elise (voz)                     | Episódio: "Eclipse"                                        |
| 1996            | Star Treck: 30 Years and Beyond                             | Ela mesma / Kes                 | Especial de TV                                             |
| 1997            | Superman: A Série Animada                                   | Inza Nelson (voz)               | Episódio: "A Mão do Destino"                               |
| 1997–2000       | Men in Black: The Ssries                                    | Agente L (voz)                  | 40 episódios                                               |

### Jogos de vídeo
| Ano  | Título                                  | Papel  | Notas  |
| ---- | --------------------------------------- | ------ | ------ |
| 2001 | The Lion King: Simba's Mighty Adventure | Vitani | [ 13 ] |